# Hő

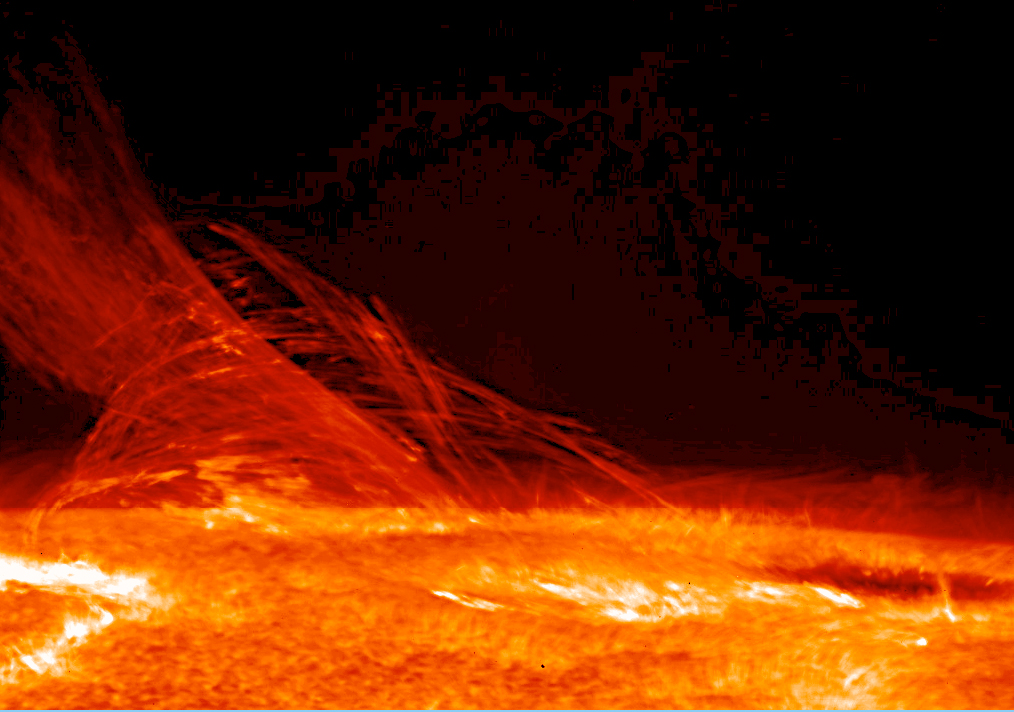
A Nap hőmérséklete magasabb a környezeténél, ezért energiát bocsát ki magából, melynek egy része eléri a Földet. Ebben az energiaátadási folyamatban a Nap által kibocsátott energiát nevezzük hőnek. A Nap és a Föld saját energiáját viszont nem nevezzük „hőnek”, hanem belső energiának. A Nap által kibocsátott hő a földi élethez szükséges energia fő forrása

A hő vagy hőmennyiség (jele: Q, mértékegysége a joule (J) fizikai fogalom, a termodinamika egyik alapfogalma. A hő a hőközlés során átadott energia.
Hőnek nevezzük azt az energiát, amit egy kölcsönhatás során a magasabb hőmérsékletű test átad egy alacsonyabb hőmérsékletű testnek. (A testek által tárolt energiát viszont nem hőnek nevezzük, hanem belső energiának.) Termodinamikai megfogalmazásban a hő az energiaátadási folyamatok (hőközlés) során átadott energiát jelenti. Tehát a hő fogalmát termodinamikai rendszerek kölcsönhatásakor végbemenő energiaátadási folyamatok leírására használjuk.
Spontán hőközlés, energiaátadás hőmérséklet-különbség esetén következik be. A hő minden olyan energiaváltozást magába foglal, ami nem fordítódik munkára termodinamikai rendszerek kölcsönhatása során.

## Hő és belső energia
Egy test vagy rendszer által atomi szintű energiák formájában tárolt energia a belső energia. A termodinamikai fogalmak szerint egy testre vagy rendszerre nem mondhatjuk, hogy „hővel” rendelkezik. Az egyensúlyban levő rendszer energiaállapotának leírására nem a hő fogalmát használjuk (a hő nem állapotjelző), hanem a belső energia fogalmát. Ha egy kölcsönhatás során e belső energiából a rendszer átad egy másik rendszernek, az átadott energiát nevezzük hőnek. Azt mondhatjuk a magasabb belső energiájú rendszer belső energiája a hő leadása következtében csökkent. A hővel tehát az energiaváltozás folyamatát írjuk le.

## Tulajdonságai
A hő szorosan összefonódik a termodinamika főtételeivel. A termodinamika első főtétele kimondja, hogy egy rendszer belső energiájának a változása egyenlő az általa felvett és leadott közölt hő és a rajta és általa végzett munka összegével.
Clausius(angolul) a termodinamika második főtételét a hő fogalmát felhasználva fogalmazta meg: Nincs olyan folyamat, amelynek eredményeként a hő külső munkavégzés nélkül az alacsonyabb hőmérsékletű rendszer felől a magasabb hőmérsékletű felé adódna át.
Maxwell, hő modern értelmezésének egyik megalapozója, 1871-es Theory of Heat (A hő elmélete) című munkájában a következőket állapította meg a hőről:
- A termodinamika második főtétele szerint egyik testről a másikra átadódhat.
- Mérhető, tehát matematikailag kezelhető mennyiség.
- Nem kezelhető anyagként, mivel átalakítható olyasvalamivé, ami biztosan nem anyag (például munkává).
- Az energia egyik formája.

Termodinamikai értelemben a hő nem tárolódik el a rendszerben. Ahogy a munka is, csak a termikus kölcsönhatás során történő energiaváltozásként értelmezendő. A rendszer által felvett energia az azt alkotó részecskék kinetikus és potenciális energiájaként tárolódik el.

## Fordítás
- Ez a szócikk részben vagy egészben  a   Heat című angol Wikipédia-szócikk fordításán alapul.  Az eredeti cikk szerkesztőit annak laptörténete sorolja fel. Ez a jelzés csupán a megfogalmazás eredetét és a szerzői jogokat jelzi, nem szolgál a cikkben szereplő információk forrásmegjelöléseként.